# فیگاویل (مریلند)
فیگاویل (به انگلیسی: Feagaville) یک منطقهٔ مسکونی در ایالات متحده آمریکا است که در شهرستان فردریک، مریلند واقع شده‌است. فیگاویل ۱۱۰٫۰۳ متر بالاتر از سطح دریا واقع شده‌است.